# Thielavia tortuosa
Thielavia tortuosa är en svampart som beskrevs av Udagawa & Y. Sugiy. 1981. Thielavia tortuosa ingår i släktet Thielavia och familjen Chaetomiaceae.   Inga underarter finns listade i Catalogue of Life.